# Bruno Bonhuil
Bruno Bonhuil (* 3. Januar 1960 in Reims; † 19. November 2005 in Macau) war ein französischer Motorradrennfahrer.

## Karriere
Im Jahr 1979 fuhr Bonhuil sein erstes Motorradrennen, 1982 siegte er bei dem französischen Kawasaki Moto Review Cup. In der Saison 1986 gab er in seinem Heimatland auf einer 250-cm³-Honda sein Debüt in der Motorrad-Weltmeisterschaft. Im Jahr 1988 war er französischer Meister in der Open-250-Serie auf einer Honda RS 250. Ein Jahr später erlitt er bei einem Unfall auf dem Hockenheimring zahlreiche Knochenbrüche, die ihn zu einer mehrmonatigen Pause zwangen. Der ebenfalls involvierte Fahrer Iván Palazzese starb an den Folgen des Unfalls.
1991 siegte Bonhuil, gemeinsam mit Philippe Monneret und Rachel Nicotte, beim 24-Stunden-Rennen von Le Mans. In den folgenden Jahren erreichte er einige gute Platzierungen bei verschiedenen internationalen Meisterschaften; mit Suzuki den Bol d’Or 1993, den Yamaha-XJR-Cup 1997 auf einem 1200-cm³-Motorrad sowie im Jahr 1999 das 24-Stunden-Rennen von Spa-Francorchamps konnte er für sich entscheiden. 2002 wurde er Langstrecken-Weltmeister (Champion du monde d'endurance) mit dem Team Zongshen. Dazu wurde er Langstrecken-WM-Zweiter 1994, WM-Vierter 1995 und 1999 sowie jeweils Zweiter 1996 bei den 24-Stunden von Spa und 1998 beim Bol d’Or.
Am 19. November 2005 stürzte Bruno Bonhuil beim Training zum 39. Macau Grand Prix auf der als gefährlich geltenden Strecke Guia Circuit in der ehemaligen portugiesischen Kolonie Macau mit seiner Suzuki GSX-R 1000 in der dritten Runde nach einem Fahrfehler in der schnellen Mandarin-Kurve und rutschte in die Leitplanken. Wenig später starb er an den Folgen seiner schweren inneren Verletzungen. Der frühere Langstrecken-Weltmeister, der geplant hatte, seine Laufbahn zu beenden, hinterließ seine Frau und eine Tochter. Das Training wurde für nur 14 Minuten unterbrochen, auch das Rennen wurde wie geplant gestartet. Sechs von 35 Fahrern entschlossen sich jedoch, aus Respekt vor dem Toten und dessen Familie, nicht anzutreten.

## Erfolge
- 1988 – Französischer Meister Klasse Open 250 cm³ auf Honda[1]
- 1993 – Sieger des Bol d’Or zusammen mit Dominique Sarron und Jean-Marc Delétang auf Suzuki
- 1999 – Sieger des 24-Stunden-Rennens von Lüttich zusammen mit Telmo Pereira und Michel Graziano auf Suzuki